# Joseph Kitagawa
Joseph Mitsuo Kitagawa (ヨセフ・北川三夫?) (8 de marzo de 1915-7 de octubre de 1992) fue un académico japonés estadounidense que se dedicó principalmente a los estudios de religión. Fue profesor emérito y decano de la Divinity School de la Universidad de Chicago. Está considerado como uno de los fundadores del campo de la historia de las religiones. Particularmente se lo conoce por sus contribuciones al estudio de las tradiciones religiosas de Asia y al entendimiento cultural entre Oriente y Occidente.
Kitagawa nació en Osaka, en Japón. Se graduó en la Universidad Rikkyo de Tokio en 1937. Viajó a Estados Unidos con la finalidad de estudiar teología en 1941. Durante la Segunda Guerra Mundial, fue internado en el campo de concentración de Minidoka en Hunt, Idaho, donde permaneció hasta octubre de 1945. Recibió su Bachelor of Divinity (B.D.) de manos del Seabury-Western Theological Seminary en 1947 y su Ph. D., de la Universidad de Chicago, donde en 1951 se unió a la Divinity School y enseñó historia de las religiones; además trabajó como asesor de la Enciclopedia Británica sobre esta materia. Cuatro años más tarde se convirtió en un ciudadano estadounidense. Durante 1958 y 1959 llevó a cabo una investigación sobre religiones de Oriente y sobre el budismo. También participó muy activamente en el Noveno Congreso de la Asociación Internacional para la Historia de las Religiones, realizado en Tokio en 1958.
Kitagawa fue el primer editor de la revista History of Religions. Fue presidente de la Asociación Estadounidense para la Historia de las Religiones desde 1960 hasta 1972 y vicepresidente de la Asociación Internacional para la Historia de las Religiones desde 1975 hasta 1985. También fue profesor visitante en las universidades de Santa Bárbara, Tokio y Koyasan.

## Obra

### Libros de su autoría
- Kitagawa, J. M. (1966). Religion in Japanese history. Nueva York, NY: Columbia University Press.
- Kitagawa, J. M. (1968). Religions of the East. Filadelfia, PA: Westminster Press.
- Kitagawa, J. M. (1987). On understanding Japanese religion. Princeton, NJ: Princeton University Press.
- Kitagawa, J. M. (1987). The history of religions: Understanding human experience. Atlanta, GA: Scholars Press.
- Kitagawa, J. M. (1990). Spiritual liberation and human freedom in contemporary Asia. Nueva York, NY: Peter Lang.
- Kitagawa, J. M. (1990). The quest for human unity: A religious history. Mineápolis, MN: Fortress Press.
- Kitagawa, J. M. (1992). Religious studies, theological studies, and the university-divinity school. Atlanta, GA: Scholars Press.
- Kitagawa, J. M. (1992). The Christian tradition: Beyond European captivity. Filadelfia, PA: Trinity Press International.

### Libros editados
- Kitagawa, J. M. (Ed.). (1959). Modern trends in world religions. La Salle, IL: Open Court.
- Kitagawa, J. M. (Ed.). (1969). Understanding modern China. Chicago, IL: Quadrangle Books.
- Kitagawa, J. M. (Ed.). (1984). American refugee policy: Ethical and religious reflections. Mineápolis, MN: Winston Press.
- Kitagawa, J. M. (Ed.). (1985). The history of religions: Retrospect and prospect. Nueva York, NY: Macmillan.
- Kitagawa, J. M. (Ed.). (1989). The religious traditions of Asia. Nueva York, NY: Macmillan.
- Kitagawa, J. M., & Cummings, M. D. (Eds.). (1989). Buddhism and Asian history. Nueva York, NY: Macmillan.
- Kitagawa, J. M., & Long, C. H. (Eds.). (1969). Myths and symbols: Studies in honor of Mircea Eliade. Chicago, IL: University of Chicago Press.
- Eliade, M., & Kitagawa, J. M. (Eds.). (1959). The history of religions: Essays in methodology. Chicago, IL: University of Chicago Press.